# Каргино (Нуримановский район)
Каргино (баш. Ҡарға) — деревня в Нуримановском районе Республики Башкортостан Российской Федерации. Входит в состав Байгильдинского сельсовета. 

## География

### Географическое положение
Расстояние до:
- районного центра (Красная Горка): 33 км,
- центра сельсовета (Байгильдино): 5 км,
- ближайшей ж/д станции (Иглино): 25 км.

## Население
| 2002 | 2009 | 2010 |
| ---- | ---- | ---- |
| 51   | ↗53  | ↘51  |

Национальный состав
Согласно переписи 2002 года, преобладающая национальность — русские (68 %).